# Herbord (mnich)
Herbord (před rokem 1145 – 27. září 1168, Bamberk), latinsky Herbordus, byl německý mnich a poslední ze životopisců Otty Bamberského.
V roce 1145 přišel do Michelberského kláštera jako vedoucí místní školy a roku 1158 počal psát životopis Otty Bamberského, zemřelého v roce 1139. Čerpal z díla svých předchůdců anonyma z Prüfeningského kláštera a Ebba, na rozdíl od nich však použil atraktivní formu dialogu. Jeho dílo je obsáhlejší a spolehlivější než Ebbovo, čerpal totiž ze vzpomínek Sefrida, Ottova průvodce na jeho první cestě a Tierna, taktéž Ottova přítele. Mimo jiné v něm lze nalézt zmínky o svatyních a idolech ve Štětíně, Wolgastu a Wolinu. Do roku 1865 byl Herbordův Dialogus znám pouze z kompilací, toho roku však německý historik Wilhelm von Giesebrecht nalezl kompletní opis ze 14. století.